# 朴东赫
朴东赫（박동혁，1979年4月18日—），前韩国足球运动员，曾效力全北現代汽車、蔚山現代等球隊。由2018年開始成為領隊，現時執教K聯賽2忠南牙山。

## 俱乐部生涯
朴东赫曾在K联赛球队全北现代汽车和蔚山现代效力。2009年转会加盟J联赛球队大阪钢巴，半个赛季后被租借到柏雷素尔。2010年正式转会到降入J2联赛的柏雷素尔，并在当赛季帮助柏雷素尔以J2联赛冠军的成绩重返J1联赛。2011赛季，朴东赫由于在上半年受伤后，失去主力地位，仅得到17次出场机会，打进2球，跟随柏雷素尔以升班马的身份获得J联赛冠军。2011年12月16日，朴东赫正式加盟中超联赛球队大连实德。

## 荣誉

### 俱乐部
- 全北现代汽车
  - 韩国足协杯：2003，2005
  - 韩国超级杯：2004

- 蔚山现代
  - A3冠军杯：2006
  - 韩国超级杯：2006

- 柏雷素尔
  - J2联赛：2010
  - J联赛：2011

### 个人
- K联赛最佳十一人：2008